# Leszno (gmina)
Pour les articles homonymes, voir Leszno.
Leszno est une gmina rurale du powiat de Varsovie-ouest dans la Voïvodie de Mazovie, dans le centre-est de la Pologne.
Son siège administratif (chef-lieu) est le village de Leszno, qui se situe environ 15 km à l'ouest d'Ożarów Mazowiecki (siège de la powiat) et 28 km à l'ouest de Varsovie (capitale de la Pologne).
La gmina couvre une superficie de 125,03 km2 pour une population de 8 791 habitants en 2006.

## Géographie
La gmina inclut les villages et localités de :

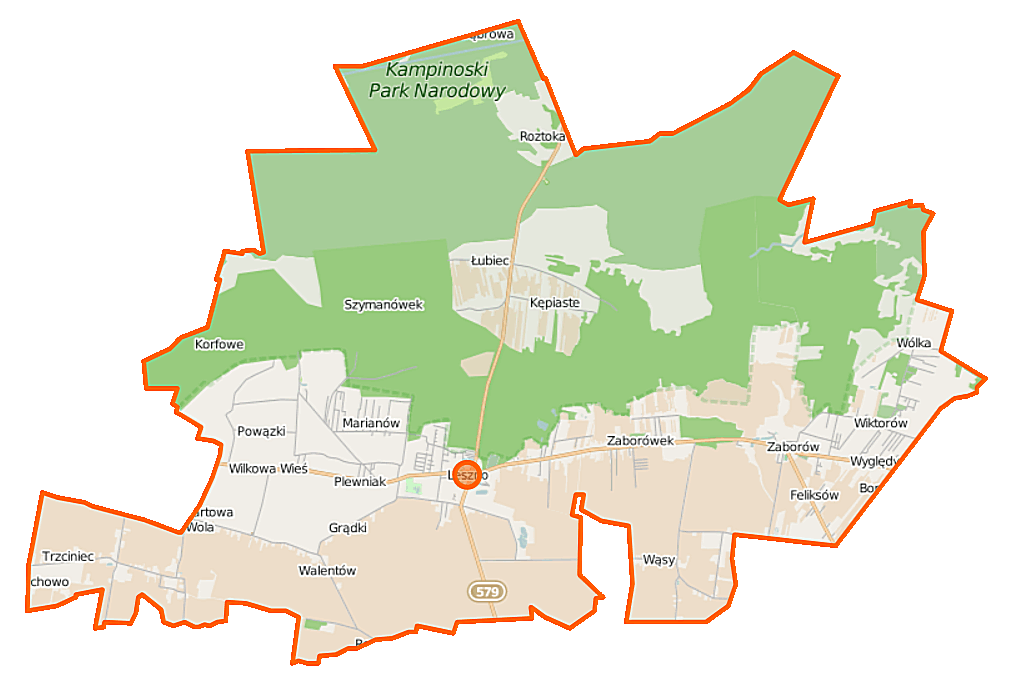
Plan de la gmina

- Czarnów
- Czarnów-Towarzystwo
- Feliksów
- Gawartowa Wola
- Grabina
- Grądki
- Grądy
- Julinek
- Kępiaste
- Korfowe
- Ławy
- Leszno
- Łubiec
- Marianów
- Plewniak
- Podrochale
- Powązki
- Roztoka
- Stelmachowo
- Szadkówek
- Szymanówek
- Trzciniec
- Walentów
- Wąsy-Kolonia
- Wąsy-Wieś
- Wiktorów
- Wilków
- Wilkowa Wieś
- Wólka
- Wyględy
- Zaborów
- Zaborówek

### Gminy voisines
La gmina de Leszno est voisine des gminy suivantes :

| - Błonie - Czosnów - Izabelin - Kampinos | - Leoncin - Ożarów Mazowiecki - Stare Babice - Teresin |

## Structure du terrain
D'après les données de 2002, la superficie de la commune de Leszno est de 125,03 km2, répartis comme telle :
- terres agricoles : 51%
- forêts : 40%

La commune représente 23,46% de la superficie du powiat.

## Démographie
Données en 2011 :
| Description        | Total  | Total | Femmes | Femmes | Hommes | Hommes |
| ------------------ | ------ | ----- | ------ | ------ | ------ | ------ |
| Unité              | Nombre | %     | Nombre | %      | Nombre | %      |
| Population         | 9 707  | 100   | 4 418  | 51,6   | 4 149  | 48,4   |
| Densité (hab./km²) | 78     | 78    | 35,3   | 35,3   | 33,2   | 33,2   |